# Культура Бахрейну

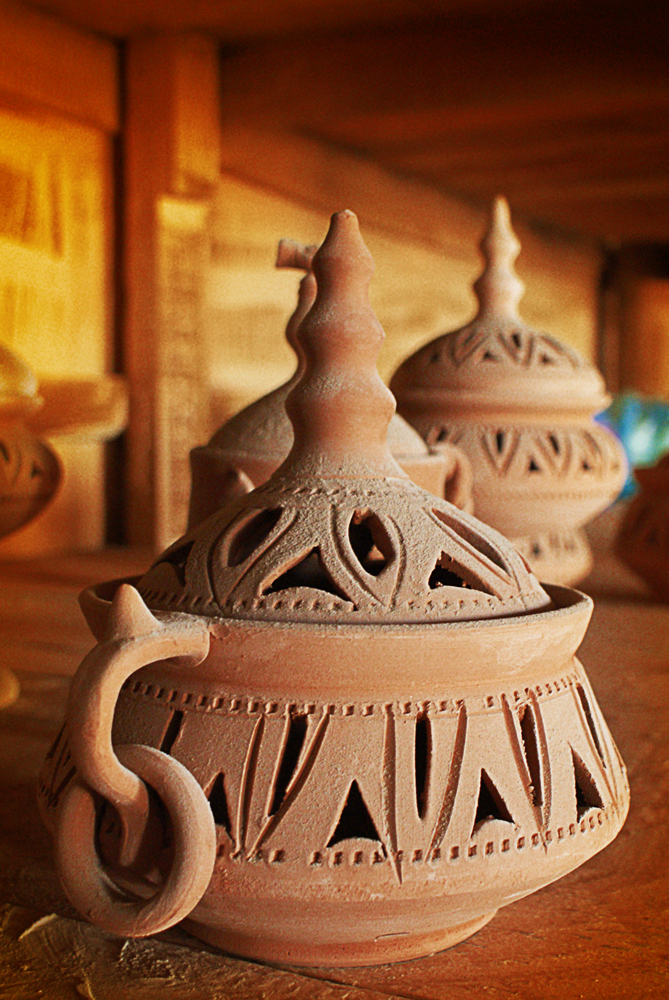
Виріб бахрейнського гончарства

Культура Бахрейну — культура народу держави Бахрейн. Будь-який вид мистецтва цієї країни дуже схожий з мистецтвом інших країн Перської затоки. Це пояснюється тим, що арабські племена з території теперішньої Саудівської Аравії, мігруючи до Бахрейну та в інші регіони затоки, приносили з собою традиції та звичаї, зберігаючи при цьому культуру. Після отримання країною незалежності у 1971 році та небувалого у цей час економічного розвитку  деякі види мистецтва, такі як образотворче та музичне мистецтво, отримали імпульс до розвитку.

## Образотворче мистецтво
Перші об’єднання діячів мистецтва стали з’являтись у Бахрейні в 1950-х роках. У 1952 році було створено «Клуб мистецтв та літератури» . Клуб був місцем зустрічі професійних та самодіяльних художників, музикантів та акторів. У 1956 році у столиці Бахрейну Манамі відбулась перша виставка живопису. Популярністю на той час користувались такі художні напрямки як експресіонізм та сюрреалізм, а також мистецтво арабської каліграфії. Більшість художників навчались у культурних столицях арабського світу – Каїрі та Багдаді.
У 1983 році було засновано Товариство мистецтв Бахрейну. Його створення стало результатом звернення групи з 34 найвідоміших художників країни до влади з проханням про створення некомерційної культурної організації . Товариство почало організовувати виставки в країні та за її межами, а також надавати можливість усім бажаючим навчатись арабської каліграфії, живопису, дизайну інтер’єру та фотографії. Влада Бахрейну активно допомагає розвитку ісламського мистецтва, для творів якого було створено особливий музей – Бейт Аль-Коран.
В останній час у країні набрав популярності абстрактний експресіонізм. У країні процвітає невелика авангардна спільнота. У Національному музеї Бахрейну регулярно відбуваються виставки сучасного мистецтва , а також виставляються напоказ місцеві артефакти стародавніх часів, наприклад, такі як статуетки зі слонової кості, кераміка, мідні вироби, золоті прикраси тощо.

### Художники
Найвідоміші художники Бахрейну у XX столітті:
- Abdul Aziz bin Mohammed al Khalifa — експресіонізм
- Ahmed Qasim Sinni — експресіонізм
- Abdul Karim Orayyed (нар. 1936) — експресіонізм
- Rashid Oraifi (нар. 1949) — експресіонізм
- Nasser Yousif (нар. 1940) — експресіонізм
- Rashid Swar (нар. 1940) — експресіонізм
- Abdulla al Muharraqi (нар. 1939) — експресіонізм і сюрреалізм
- Abdul Latif Mufiz (нар. 1950) — експресіонізм
- Badie al-Shaikh (нар. 1955) — каліграфія
- Abdul-Elah al Arab (нар. 1954) — каліграфія
- Jamal A. Rahim (нар. 1965) — скульптура
- Adel Mohamed Al-Abbasi — скульптура
- Salman Mubarak AlNajem (нар. 1992) — неоекспресіонізм

### Галереї
У Бахрейні розташовується шість великих виставкових площ:
- Albareh Art Gallery
- Al Riwaq Gallery
- The La fontaine centre of contemporary art
- Ella Art Gallery
- Nadine Gallery
- Seana Mercedes Mallen

## Архітектура

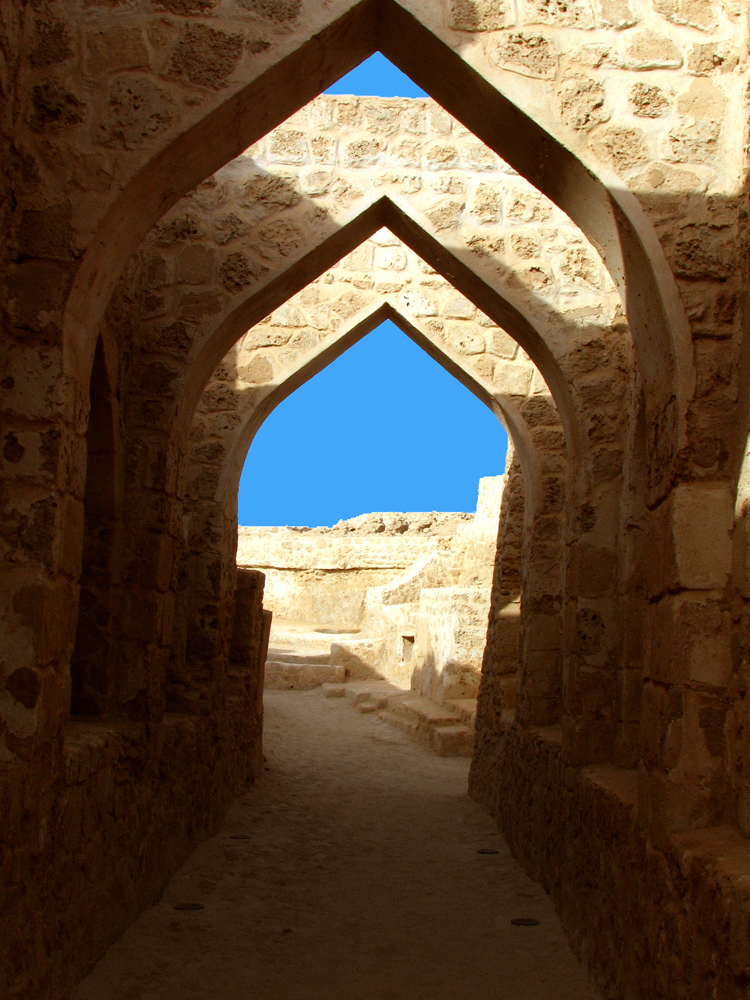
Бахрейнська споруда

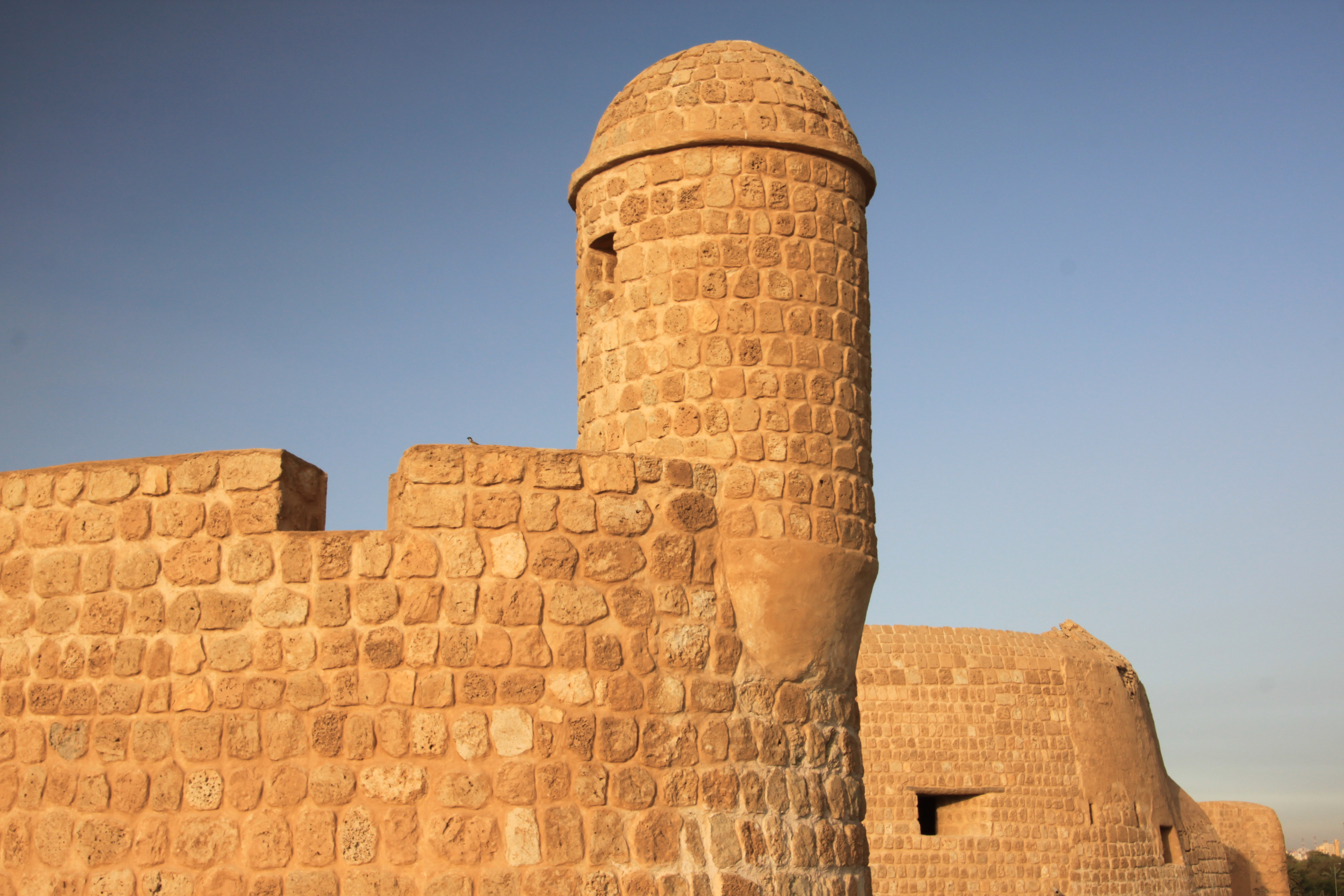
Фортеця «Бахрейн»

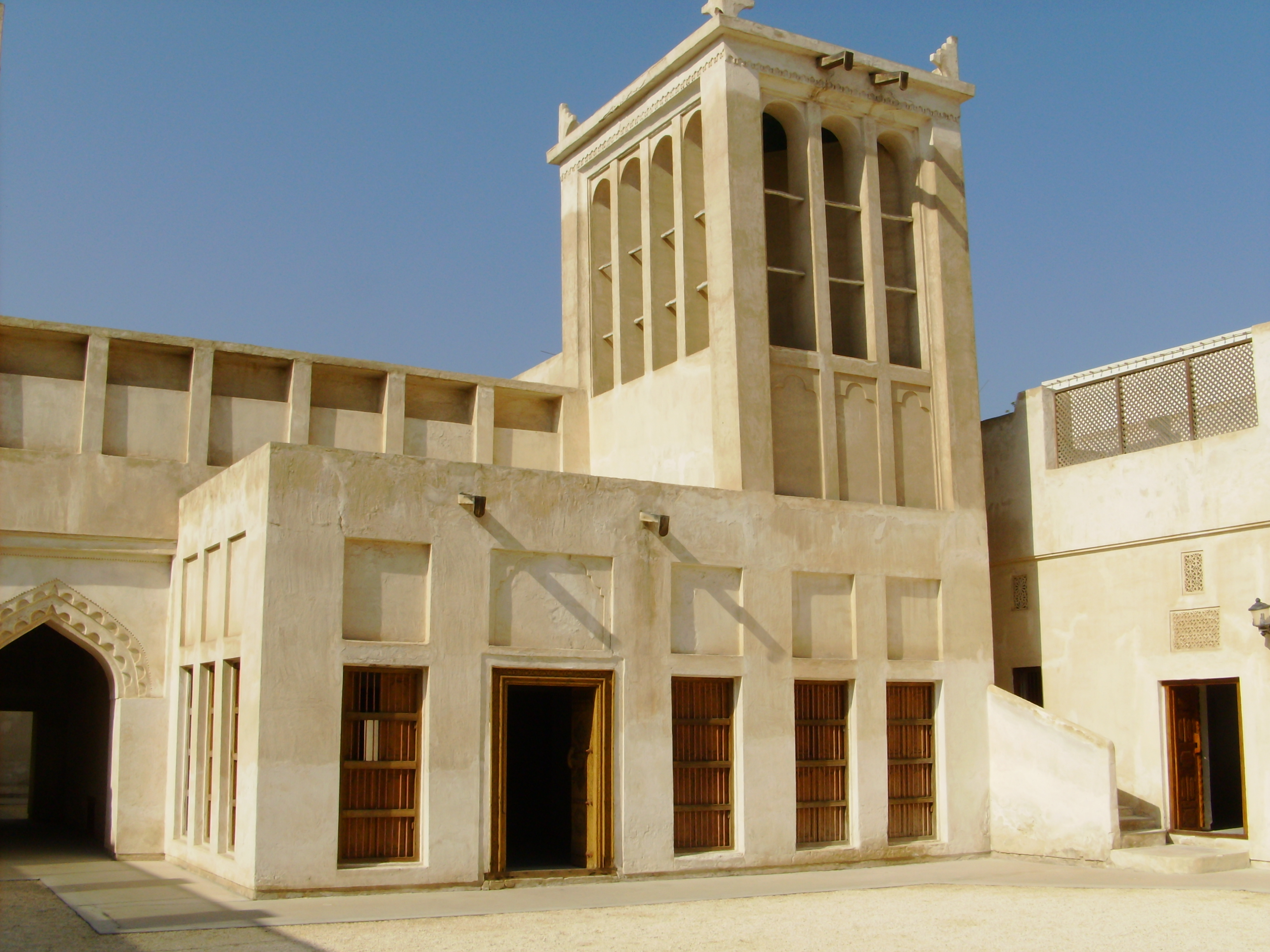
Вітрова башта

Середньовічні фортеці Бахрейну були побудовані у тому ж архітектурному стилі, що і споруди країн Перської затоки. У той же час архітектура бахрейнських житлових будинків є унікальною для цього регіону.
«Вітрова башта», через яку здійснюється природна вентиляція приміщень будинку, є типовим прикладом старих будівель, особливо у районах міст Манама та Мухаррак . Традиційний житловий будинок будується за схемою «павільйон навколо двору». Переважно у будинках два внутрішні двори, що дозволяє використовувати один для приймання гостей, а інший – для особистих потреб мешканців будинку. При плануванні житла враховуються сезонні зміни клімату у регіоні. На дахах будуються особливі конструкції бризи та перенаправляють їх у внутрішню частину двору. Кімнати на нижніх поверхах мають товстіші стіни, що дає можливість використовувати ці приміщення під час прохолодних зимових місяців. Для порятунку від сильної спеки у літні місяці при зведенні стін використовуються панелі зі скріпленого розчином коралового щебеня. Легкий та пористий корал зі шарами вапна та гіпсу дозволяє підтримувати у приміщенні комфортну температуру. Недоліком стін з коралу є їх низька міцність та вразливість до води. Внаслідок цього, після сезону дощів подібні стіни потребують ремонту.
Після отримання країною незалежності та нафтового буму 1970-х років, у ділових районах та дипломатичному кварталі столиці країни було побудовано багато офісних приміщень зі скла та бетону у західному стилі.

## Ремесла

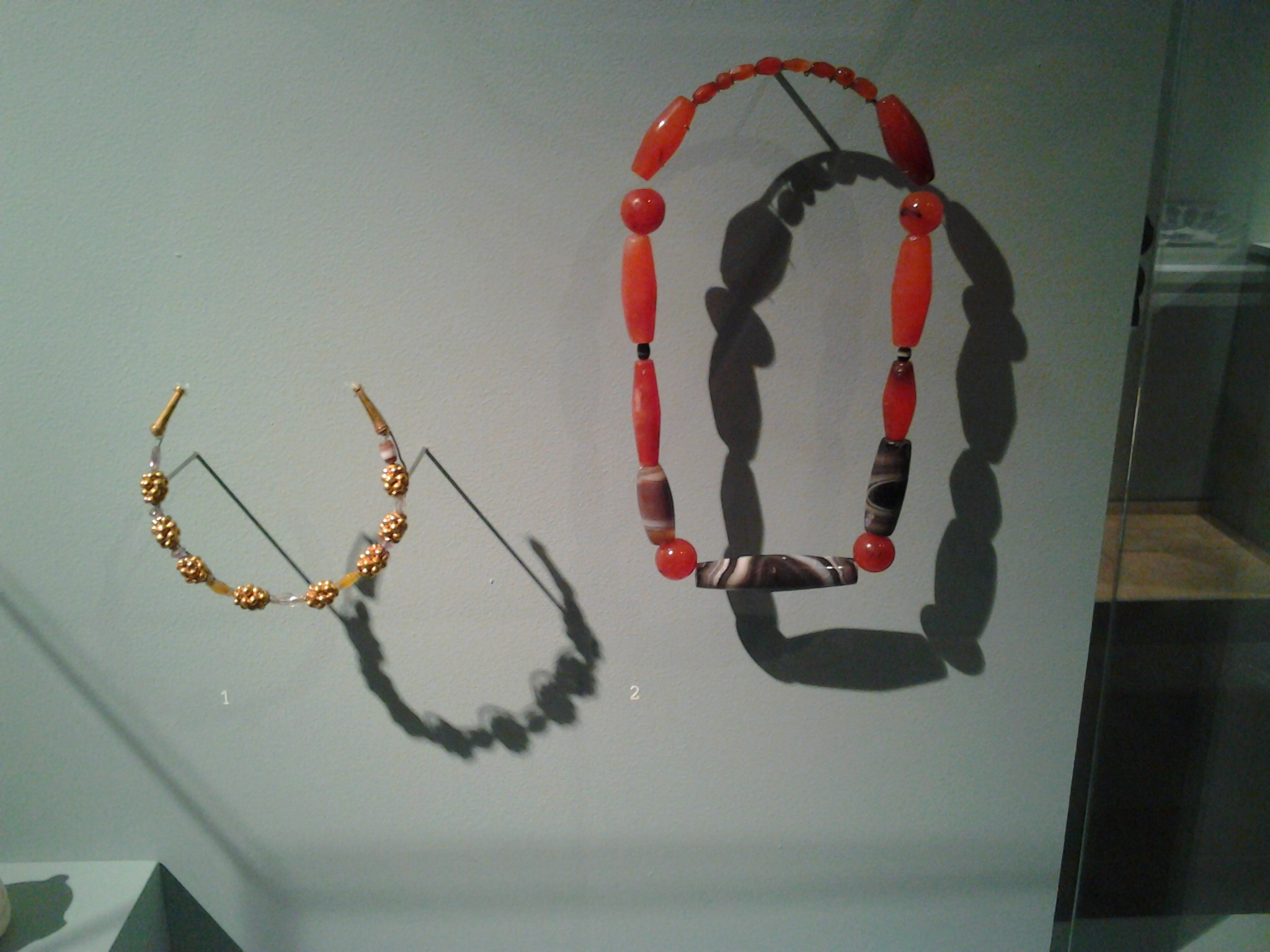
Кольє у Національному музеї Бахрейну

Протягом всієї історії Бахрейну серед жителів цього регіону були найпоширенішими такі ремесла, як гончарство, ковальство та ювелірна справа, у тому числі виготовлення прикрас з міді і золота та інкрустація виробів цими металами . До цих пір у країні збереглась традиція плетіння різних виробів з пальмового листя, особливо характерна для сіл у районі столиці Манами . Традиційним ремісничим галузям надається державна та народна підтримка.

## Музичне мистецтво і танці

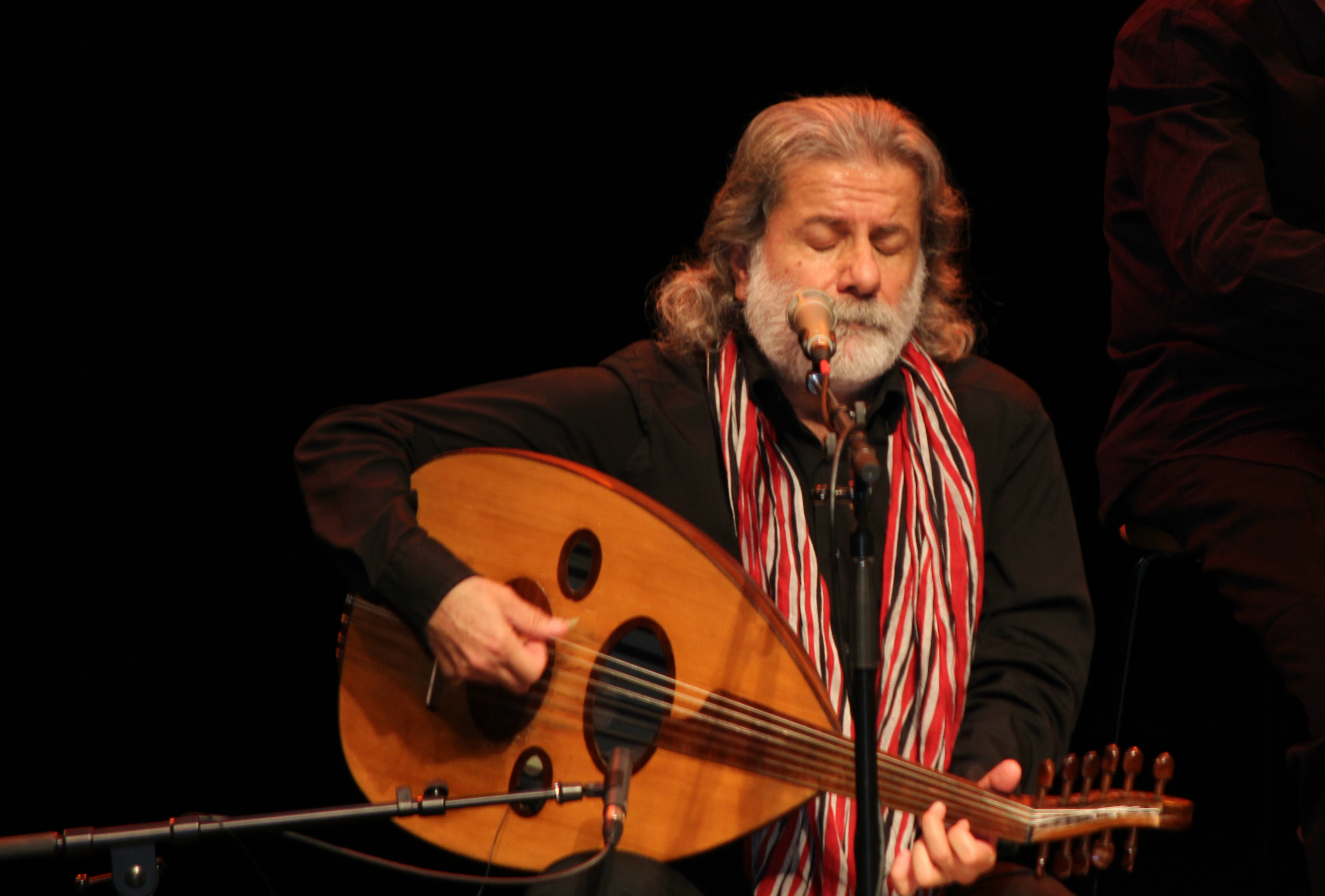
Музикант з інструментом уд

Музика Бахрейну є частиною народних традицій Перської затоки. Найпопулярніший жанр – саут. Цей жанр вимагає виконання композицій на трьох інструментах: уд, ребаб та ударні. Саут склався завдяки впливу африканської, індійської та перської музики. Найвідомішими виконавцями у цьому жанрі є дует Султана Хаміда Алі Бахара (вокал) та Халіда аш-Шейха (уд).
Другим популярним жанром є фіджрі – пісні ловців перлів. Існує два види пісень: одні виконуються на березі, інші – на кораблі. Їх виконання включає в себе спів та хлопання долонями під акомпанемент барабанів. Найвідомішими виконавцями є Салем Аллан та Ахмад Бутабанія.
Третій тип музики та танців – ліва. Він є поширеним у громадах потомків переселенців зі Східної Африки, які проживають у районі міста Мухаррак.

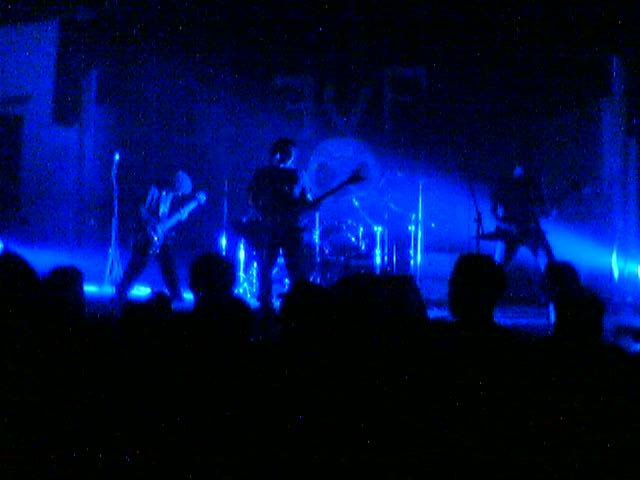
Виступ гурту Motör Militia

У Бахрейні є також декілька музичних гуртів, які виконують хард-рок, треш-метал, блек-метал та орієнтал-метал. Серед них Narjahanam, Smouldering in Forgotten та Motor Militia. Гурт Osiris, який виконує музику у стилі прогресивний рок з елементами бахрейнської народної музики, досяг міжнародної популярності у 1980-х роках.
Найпопулярнішим танцем тут є аль-Арда. Він представляє собою чоловічий танець з шаблями під акомпанемент барабану, який супроводжується ще й співом.
Бахрейн став першою країною Перської затоки, де було відкрито студію звукозапису . Сучасні музичні навчальні заклади країни представлені Інститутом музики Бахрейну, Інститутом класичної музики та Національним бахрейнським оркестром.

## Кінематограф
Кіноіндустрія у Бахрейні розвинута досить слабо через відсутність підтримки збоку держави та низької зацікавленості приватного сектору. За всю історію країни окремими місцевими режисерами було знято лише декілька десятків короткометражних фільмів та 5 повнометражних стрічок. У 1990-х роках вийшов бахрейнський фільм «Бар’єр».
Кінотеатри тут відкриті з 1920-х років. Основу репертуару кінотеатрів у Бахрейні складають індійські, американські та арабські фільми. У 1980 році у Манамі було засновано кіноклуб.

## Спорт
Найпопулярнішим видом спорту у Бахрейні є футбол. У той же час практикуються катання на конях та полювання на зайців.

## ЗМІ
У країні виходять щотижневі та щоденні газети арабською мовою. Найпопулярнішою є газета Аль-Васат. Її тираж становить 15000 екземплярів. Є декілька газет, які виходять англійською мовою: Gulf Daily News та Daily Tribune. Більша частина преси є приватною власністю та не підлягає цензурі.
Мовлення державних телевізійних каналів та радіостанцій ведеться арабською мовою. Є також телеканали англійською мовою та радіостанція на гінді.